# 公噸
公噸（tonne）是公制的質量單位，符号為t。其雖非國際單位制（SI）基本單位之一，但符合十進制，在使用上是可以與國際單位制相合。
公噸之單位符號t應小寫，以避免與磁通量密度單位符號特斯拉T混淆；亦即，以大寫T作為公噸之單位符號為錯誤用法。
1 吨  = 1000 公斤（kg）= 2204.62 英磅（lb）

吨也是最大的通用国际标准计量单位。数量巨大时，常以千的倍数如千吨、百万吨来计量，中文则还以万的倍数如万吨、亿吨来计量。在英國和美国，公制的吨於英文中常寫為tonne或metric ton，以便與英吨（ton）有所區別。